# Bruchophagus ciriventris
Bruchophagus ciriventris är en stekelart som beskrevs av Fan och Yin-Xia Liao 1991. Bruchophagus ciriventris ingår i släktet Bruchophagus och familjen kragglanssteklar. Inga underarter finns listade.